# پسدل
پُسدِل یک شاهزاده ساسانی و پسر خسرو پرویز (ح. ۵۹۰–۶۲۸) بود که در سال ۶۲۸ میلادی به همراه دیگر برادرانش به دست شیرویه (ح. ۶۲۸) کشته شد. به گفته طبری، پسدل و دیگر برادران اعدام‌شده‌اش «همگی فرهیخته، دلاور و جوانمرد» بودند.